# Claudio Guidetti
Claudio Guidetti (Genova, 3 settembre 1964) è un musicista, compositore e produttore discografico italiano.

## Biografia
Ha collaborato con diversi artisti nazionali e internazionali, tra i quali: Eros Ramazzotti, Laura Pausini, Renato Zero, Max Pezzali, Pierdavide Carone, Alex Baroni, Neri per Caso, Paolo Meneguzzi, Riccardo Fogli, Bruno Lauzi, Al Bano e Romina Power, Anna Oxa, Irene Fornaciari, Carmen Consoli, Gianni Morandi, Umberto Tozzi, Raf, Roch Voisine, Richard Drummie (ex Go West), Lamont Dozier, Suggs (ex Madness), Graham Gouldman (ex 10cc), Tony Hadley (degli Spandau Ballet), Toquinho, Angelo Branduardi, Roberto Vecchioni, Sergio Dalma, Rossana Casale, Francesco De Gregori, Amaia Montero, Ron, Tiziano Ferro, Gianna Nannini, Shirley Manson (degli Garbage), Manuel Carrasco, Alex Ubago, Denise Faro, Ultra, Kirsty MacColl, Patricia Kass.
Tra le collaborazioni più importanti quella con Eros Ramazzotti, con il quale scrive brani di rinomato successo come Più bella cosa (che vince il Festivalbar 1996), "Dove c'è musica" e "Ancora un minuto di sole" per l'album Dove c'è musica e "Quanto amore sei", che sarà incluso nell'album Eros e nell'album Eros live. Nel 1998 è musical director nell'"Eros Ramazzotti World Tour", accompagnando Eros in tutto il mondo con più di 80 concerti; nello stesso anno la canzone "La cosa mas bella" vince il premio BMI-America. Produce e scrive insieme a Eros Ramazzotti l'album Stilelibero, che vanta la collaborazione di produttori di fama mondiale come Trevor Horn e Rick Nowels e viene pubblicato in tutto il mondo.
Scrive, produce e realizza con Eros Ramazzotti tutte le canzoni dell'album 9, successo internazionale con oltre un milione di copie vendute solo in Italia. La canzone Un'emozione per sempre vince il Festivalbar 2003 e si aggiudica il BMI Latin Award. Nel 2004 segue il tour mondiale di Eros Ramazzotti sempre come direttore musicale e si occupa della produzione del DVD Eros Roma live, che supera le 300 000 copie. Produce e scrive l'album Calma apparente, ai primi cinque posti in tutta Europa con più di un milione di copie nella prima settimana, che contiene il duetto I Belong to You (Il ritmo della passione) con Anastacia, poi inserito nell'album di quest'ultima Pieces of a Dream. Co-produce gli album di Eros Ramazzotti e² e Ali e radici, di cui è coautore della maggior parte dei brani.
Tra le altre collaborazioni importanti troviamo quella con Angelo Branduardi, con il quale co-produce tre album e partecipa a quattro tournée europee, e quella con Renato Zero, per il quale scrive il brano L'impossibile vivere, lavora come autore per l'album Tutti gli Zeri del mondo, scrive i brani Libera e Il maestro per il disco La curva dell'angelo, scrive L'altra sponda per l'album Cattura e lavora all'album Il dono, da cui è estratto il singolo Mentre aspetto che ritorni.
Inoltre scrive il brano La mia risposta per Laura Pausini e La tua America per Paolo Meneguzzi; lavora con Alex Baroni alla produzione del suo disco che non viene realizzato (fatta eccezione per il brano "Binario 4", inserito nella compilation commemorativa del cantante, Semplicemente) produce l'album dei Neri per Caso che contiene due brani di sua composizione in collaborazione con R. Drummie e B. Stingly; con Max Pezzali realizza e co-produce i singoli Lo strano percorso ed Eccoti (unico inedito della raccolta TuttoMax, che è stata per 12 settimane consecutive al primo posto in Italia), e realizza parte dei brani degli album Time Out, Terraferma, "Max 20"; produce con Peppe Vessicchio l'album di Pierdavide Carone Distrattamente.
Partecipa e vince al Festival di Sanremo diverse volte: nel 1999 vince il 49º Festival di Sanremo con il brano Senza pietà, interpretato da Anna Oxa, e scrive altri due brani per l'omonimo album.
Nel 2000 ottiene il 3º posto a Sanremo con il brano Innamorato, interpretato da Gianni Morandi, per il quale scrive altri 5 brani contenuti nel CD Come fa bene l'amore, di cui è co-produttore e co-arrangiatore con Eros Ramazzotti.
Vince il suo secondo Festival di Sanremo nel 2011 insieme a Roberto Vecchioni con il brano Chiamami ancora amore, di cui è produttore e co-autore della musica.
Nel 2015 è co-autore/produttore per l'album Perfetto di Eros Ramazzotti.
Produce "The Christmas Album" del cantante inglese Tony Hadley.
Molte le collaborazioni nella realizzazione di colonne sonore per cinema e film, lavorando con registi quali Riccardo Milani, Damiano Damiani, Roberto Burchielli, Leonardo Pieraccioni, Vincenzo Salemme, Federico Moccia.
Tra le sigle televisive scritte da lui si ricorda quella del programma Solletico andato in onda su Rai 1, interpretata da Marianna Brusegan, la canterina del repertorio musicale, che dal 1985 al 1997 è stata una componente dei Piccoli Cantori di Milano, con i quali ha inciso come corista le sigle televisive dei cartoni animati e dei telefilm (incluse quelle delle trasmissioni Bim Bum Bam e Ciao Ciao). Guidetti ha scritto, in collaborazione con Saverio Grandi la sigla della trasmissione La Zingara, interpretata da Cloris Brosca.